# Psychos in Love
Psychos in Love es una película de terror y comedia negra estadounidense de 1987 dirigida por Gorman Bechard.

## Sinopsis
Joe, un cantinero, y Kate, una manicurista, se conocen después de intentar encontrar una pareja durante mucho tiempo. Ambos son asesinos. Antes de conocer a Kate, Joe asesinó a muchas mujeres después de llevarlas a su casa. Un fontanero caníbal, Herman, chantajea a los asesinos en serie.

## Reparto
- Carmine Capobianco como Joe
- Debi Thibeault como Kate
- Frank Stewart como Herman
- Cecelia Wilde como Nikki
- Donna Davidge como Heather
- Eric Lutes como Mecánico
- Irma St. Paule como Sara

## Producción
Carmine Capobianco dijo sobre el guion: "Decidimos hacer algo totalmente fuera de lo común, totalmente divertido". El papel de Herman el fontanero lo interpretó Frank Stewart, para quien el papel había sido escrito especialmente. Muchas de las escenas fueron improvisadas y la música se reprodujo en un sintetizador Casio CZ.
En 2003 se estrenó una obra adaptada de la película en el Broom Street Theatre. Se proyectó en el Bleecker Street Cinema y recibió mucha cobertura por parte de los medios de comunicación.

## Estreno
Psychos in Love fue lanzado en VHS en 1987 por Wizard Video. La película fue lanzada en DVD por Shriek Show, una división de Media Blasters, en 2009. Las características especiales incluyen comentarios, una mirada detrás de escena de la producción de la película, múltiples créditos iniciales, escenas más largas, el avance de la película, una galería de imágenes y partes de la producción teatral. La película también está disponible en Xbox Marketplace.
El 26 de septiembre de 2017, la película fue lanzada en DVD y Blu-ray por Vinegar Syndrome.